# Veritas 90 SPC
Veritas 90 SPC – samochód sportowy produkowany przez niemiecką firmę Porsche w latach 1949−1950. Wyposażony był on w otwarte nadwozie. Samochód był napędzany przez silnik o pojemności 2,0 l. 

## Dane techniczne
- Silnik: V6 2,0 l (1988 cm³)
- Układ zasilania: b.d.
- Średnica × skok tłoka: b.d.
- Stopień sprężania: b.d.
- Moc maksymalna: 100 KM (73 kW)
- Maksymalny moment obrotowy: b.d.
- Prędkość maksymalna: b.d.